# دوري آزادغان 1992–93
دوري آزادغان 1992–93 هو موسم من دوري آزادغان. أشرف على تنظيمه اتحاد إيران لكرة القدم، وفاز فيه نادي باس طهران.